# 6795 Örnsköldsvik
A 6795 Örnsköldsvik (ideiglenes jelöléssel 1993 FZ12) a Naprendszer kisbolygóövében található aszteroida. UESAC fedezte fel 1993. március 17-én.